# Salvan
Salvan é uma comuna da Suíça, situada no distrito de Saint-Maurice, no cantão de Valais. Tem 53,4 km² de área e sua população em 2018 foi estimada em 1.393 habitantes.